# Braastad
Braastad är en cognac, marknadsförd av konjakshuset Tiffon. Det grundades 1875 av Méderic Tiffon och har sitt huvudsäte på Château de Triac i Cognac i Frankrike.